# Tenuelamellarea argentinensis
Tenuelamellarea argentinensis är en kvalsterart som beskrevs av Martínez, Velis, Eguaras och Fernández 1995. Tenuelamellarea argentinensis ingår i släktet Tenuelamellarea och familjen Lamellareidae. Inga underarter finns listade i Catalogue of Life.